# Altmannstein

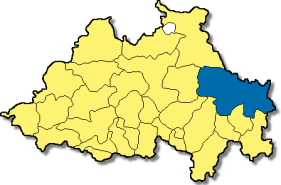
Poloha v zemském okrese Eichstättu

Altmannstein je městys v Horním Bavorsku v zemském okrese Eichstätt a v přírodním parku Altmühltal. K 31. prosinci 2021 měla obec 7 064 obyvatel.

## Geografie

### Poloha
Městys leží na jihovýchodním výběžku pahorkatiny Franská Alba mezi řekou Altmühl na severu a Dunajem na jihu.

### Části obce s počtem obyvatel
| - Altmannstein (1436) - Berghausen (104) - Hagenhill (407) - Schwabstetten (102) - Hexenagger (431) - Laimerstadt, Ried (328) | - Mendorf, Biber (510) - Neuenhinzenhausen (485) - Sollern (88) - Pondorf, Neuses (521) - Sandersdorf (732) - Schafshill (103) | - Thannhausen (54) - Schamhaupten (370) - Steinsdorf (573) - Tettenwang (436) - Winden, Breitenhill, Megmannsdorf (308) |

## Historie
Toto místo získalo svůj název po hradě Altmannstein, který nechal vystavět po roce 1232 Altmann II. z Abenbergu. Vévoda Ludvík II. Hornobavorský získal roku 1291 "castrum Altmannstein" od Ulricha III. ze Steinu a zanechal mu jej jako léno.
Díky svým vlastníkům získal Altmannstein roku 1331 od císaře Ludvíka IV. trhové právo. Od roku 1777 až do roku 1808 patřil Altmannstein do Dolního Bavorska. Roku 1818 se díky administrativním reformám stal samostatnou obcí (Markt Altmannstein). Mezi léty 1808 až 1838 patřil Altmannstein administrativně k historickému okresu Regenkreis a od roku 1838 až do roku 1972 k Hornímu Falcku. V roce 1972 byla obec převedena do vládního okresu Horní Bavorsko.

## Politika

### Obecní zastupitelstvo a starosta
Obecní zastupitelstvo Altmannsteinu má 20 členů. Po komunálních volbách ze dne 15. března 2020 v něm byly zastoupeny jen dvě politické strany resp. hnutí:
- CSU a Nestraníci = 12 křesel
- Freie Wähler (Svobodní voliči) a BL = 4 křesla

Dlouholetým starostou Altmannsteinu byl Adam Dierl (CSU), a sice od 1. ledna 1986 do září 2012. V současnosti je tzv. „prvním starostou“ městysu Norbert Hummel (CSU).

### Znak
Popis: Znak je zšikma rozdělen na černou a stříbrnou část, nahoře a dole je v opačné barvě trojlístek se stopkou.

## Kultura a pamětihodnosti

### Muzea
- Ignaz-Günther-Museum
- Heimatmuseum Altmannstein

### Hudba
- Chrámový sbor Altmannstein
- Vokální soubor "Intermezzo"

### Stavby
- Farní kostel sv. Kříže (Altmannstein)
- Hrad Altmannstein
- Zámek Sandersdorf
- Zámek Hexenagger

### Přírodní památky
- „Bavaria-Buche“ u Pondorfu
- Velký dub u Ottersdorfu

## Vzdělání
- Obecná škola Altmannstein (základní škola pro první i druhý stupeň)
- Obecná škola Sandersdorf (základní škola pro první stupeň)
- Základní škola Pondorf

## Osobnosti města
- Ignaz Günther (1725-1775), sochař
- Johann Simon Mayr (1763-1845), skladatel a učitel hudby
- Franz Hummel (1939-2022), skladatel a klavírista
- Ferdinand Seiler (* 1962), pěvec (tenorista), docent a učitel zpěvu

## Partnerská města
- Bergamo, Itálie
- Hüttenberg, Korutany, Rakousko
- Los Velez, Andalusie, Španělsko
- Sandersdorf, Sasko-Anhaltsko, Německo